# Ambilobe

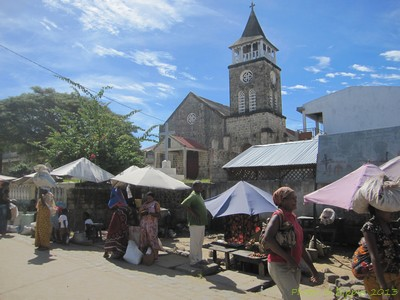
Ambilobe

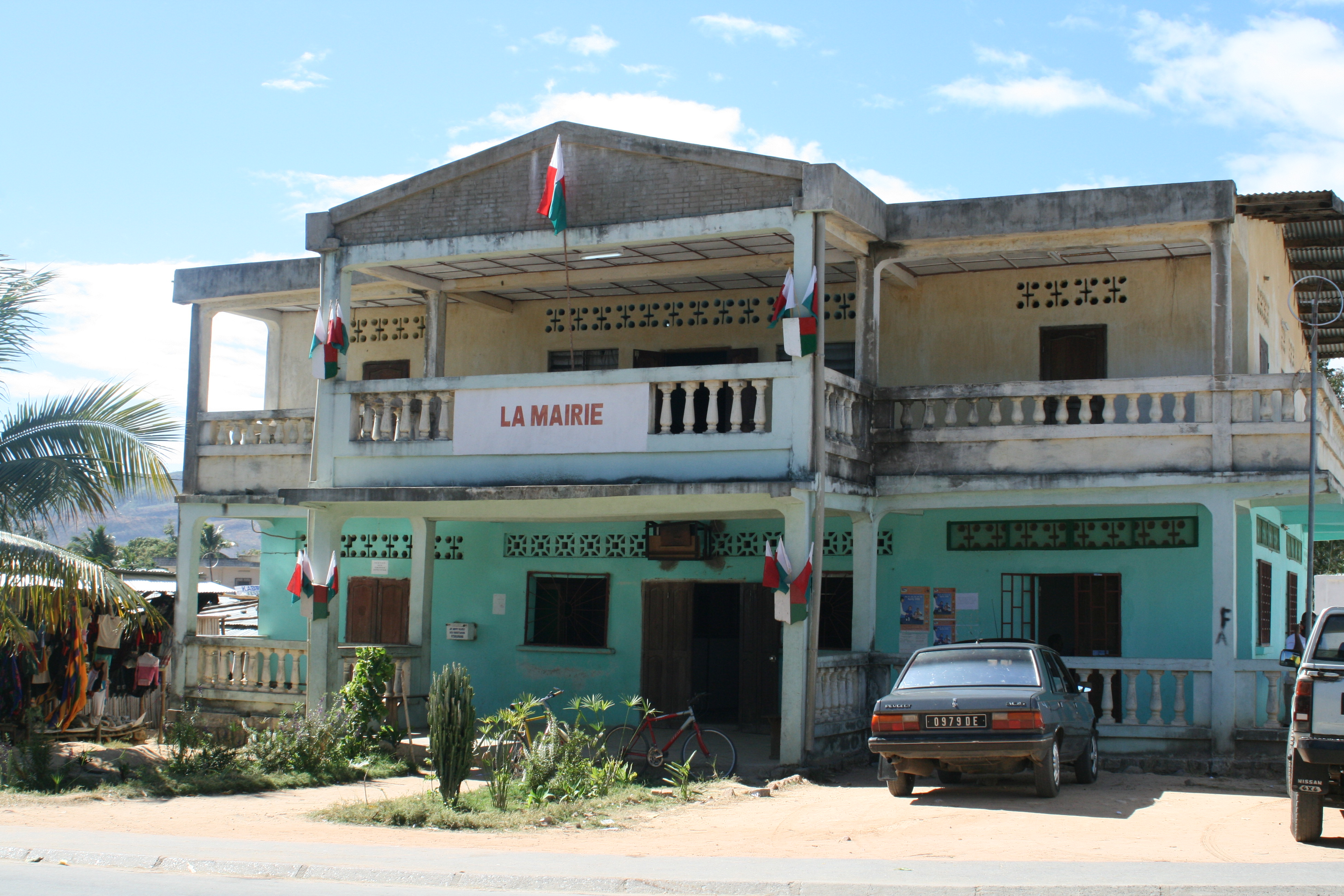
Ayuntamiento de Ambilobe

Ambilobe es una ciudad de Madagascar. Pertenece al distrito de Ambilobe, que es una parte de la Región de Diana. La ciudad es la capital del distrito de Ambilobe, y de acuerdo a 2001 del censo de la población era de aproximadamente 56.000 habitantes.

## Geografía
Está situado en el río Mahavavy y la Ruta Nacional 6 en su unión con la Ruta Nacional 6 a la región de Sava.
Además de la escuela primaria de la ciudad ofrece la educación secundaria, tanto a nivel junior y senior. La ciudad proporciona acceso a los servicios hospitalarios a sus ciudadanos. La agricultura y la cría de ganado proporciona empleo a entre el 40% y el 35% de la población activa. El cultivo más importante es la caña de azúcar, mientras que otros productos importantes son el algodón, el arroz y el tomate. Industria y servicios dan empleo a un 13% y un 2% de la población, respectivamente. Adicionalmente la pesca emplea al 10% de la población.
Albert Zafy, presidente de Madagascar desde 1993 hasta 1996, nació en Ambilobe.
La ciudad es servida por un pequeño aeropuerto conocido como el Aeropuerto Ambilobe.

## Clima
Clasificado como un clima tropical monzónico, a veces también conocido como un clima húmedo tropical o tropical monzónico y clima alisio del litoral. La Clasificación climática de Köppen subtipo de este clima es " Am "(Tropical Monzón Climático).